# Alena Molnárová
Alena Molnárová (* 18. června 1950) byla česká a československá politička a bezpartijní poslankyně Sněmovny lidu Federálního shromáždění za normalizace.

## Biografie
K roku 1981 se profesně uvádí jako švadlena. Ve volbách roku 1981 zasedla do Sněmovny lidu (volební obvod č. 45 - Karlovy Vary, Západočeský kraj). Ve Federálním shromáždění setrvala do konce funkčního období, tedy do voleb roku 1986.